# Implikatur
Termen implikatur lanserades av språkfilosofen Paul Grice under en föreläsningsserie vid Harvard år 1967, och betecknar den språkliga information som inte uttrycks explicit av talaren, utan istället uppstår exempelvis genom den kontext i vilket yttrandet förekommer. Ett exempel är följande korta samtal:
A: Var är Pelle?
B: Det står en gul folkvagn utanför Lisas hus.
Om B:s svar tolkas ordagrant blir samtalet absurt, eftersom svaret inte verkar ha något samband med A:s fråga (Pelle nämns inte ens i svaret). Men svaret blir meningsfullt om det tolkas som att det innehåller implikaturen "Pelle är kanske hos Lisa", vilket kan ske om A och B vet att Pelle äger en gul folkvagn, och ifall de antar att om en bil står parkerad utanför ett hus, så är det troligt att dess ägare befinner sig i huset.
Grice föreslog att man kan särskilja flera typer av implikaturer, men det är den så kallade konversationella implikaturen som har fått störst genomslag i senare forskning.

## Uppkomsten av konversationella implikaturer
För att förklara hur konversationella implikaturer uppstår och kan förstås av deltagarna i ett samtal utvecklade Grice en teori enligt vilken språkanvändarna delar ett antal övergripande antaganden om hur ett samtal bör föras för att utgöra effektiv kommunikation. Dessa antaganden består av fyra maximer som tillsammans ligger till grund för Grices så kallade samarbetsprincip: "Gör ditt bidrag så som krävs i det sammanhang där det förekommer, givet den inriktning eller syfte som samtalet har". De fyra maximerna är kvantitetsmaximen ("Gör ditt bidrag så informativt som krävs. Gör inte ditt bidrag mer informativt än som krävs"), kvalitetsmaximen ("Säg inte något som du tror är falskt. Säg inte något som du inte har tillräckliga belägg för"), relevansmaximen ("Var relevant") och sättsmaximen ("Uttryck dig tydligt"). Maximerna ska inte tolkas som normativa påståenden om hur människor bör kommunicera, utan Grices poäng är att deltagarna i ett samtal förutsätter att de andra deltagarna håller sig till dessa regler, även om de på ett ytligt plan verkar bryta mot dem. I exemplet ovan verkar det på ett ytligt plan som att talaren B bryter mot samarbetsprincipen genom att ge ett svar som bryter mot både kvantitets- och relevansmaximen, men eftersom åhöraren A försöker tolka B:s svar som meningsfullt, antar A att B håller sig till samarbetsprincipen på någon djupare nivå, och kommer fram till att B måste mena att Pelle antagligen är hos Lisa eftersom en bil som troligen tillhör honom står utanför hennes hus. Denna slutsats drar A utifrån antagandet att B samarbetar (snarare än att B försöker byta ämne), och det är enligt Grice detta som gör att konversationella implikaturer uppstår och är möjliga att tolka.